# Roccamonfina
 Roccamonfina  község (comune) Olaszország Campania régiójában, Caserta megyében.

## Fekvése
A megye északnyugati részén fekszik, Nápolytól 60 km-re északnyugatra, Caserta városától 40 km-re északnyugati irányban. Határai: Caianello, Conca della Campania, Galluccio, Marzano Appio, Sessa Aurunca és Teano.
Területén található a Monte Santa Croce, egy kialudt vulkán. A település területén ősemberi lábnyomokat találtak, amelyeket Ciampate del Diavolo név alatt ismernek.

## Története
A települést a longobárd időkben alapították (8-9. század), bár a régészeti leletek tanúsága szerint az ókor óta lakott vidék. A következő századokban nemesi birtok volt. A 19. században nyerte el önállóságát, amikor a Nápolyi Királyságban felszámolták a feudalizmust.

## Népessége
A népesség számának alakulása:

## Főbb látnivalói
- Ciampate del Diavolo
- Santa Maria dei Lattani-templom